# Her Code of Honor
Her Code of Honor és una pel·lícula muda de la Tribune Productions Inc. dirigida per John M. Stahl i protagonitzada per Madge Kennedy i John Bowers entre d'altres. La pel·lícula que inicialment s'havia de titular ”The Call of the Heart”, es va estrenar el 30 de març de 1919.

## Argument
Helen, una estudiant d’art nord-americana que viu al barri Llatí de París, rebutja la proposta de matrimoni del seu amic Tom Davis perquè n’estima un altre. Aquest és Jacques, el qual li amaga que està casat i que té un fill. Helen queda embarassada i Jacques l’abandona. En el moment del part la noia mor i Tom decideix fer-se càrrec de la nena com si fos la seva filla i li posa el nom d’Alice. Més tard ell hereta una fortuna i es traslladen a viure a Long Island on Alice viu envoltada de luxes.
Alice s'enamora d’Eugene La Salle i aleshores Tom li entrega un anell i una carta de Helen que la mare li va entregar per al dia que la seva filla estigués enamorada. En ella que li explica la seva història amb Jacques i l'avisa que si mai troba algú amb el mateix anell ha de ser Jacques o un descendent seu. En la vigília del seu casament, Alice descobreix que Eugene té un anell idèntic al seu i tem horroritzada que puguin ser germans. Ella planeja el suïcidi però després s'aclareix que Jacques era el padrastre de Eugene per lo que no hi ha cap impediment per a que la parella es casi.

## Repartiment
- Florence Reed (Helen / Alice)
- William Desmond (Eugene La Salle)
- Alec B. Francis as Tom Davis
- Robert Frazer (Richard Bentham)
- Irving Cummings (Jacques)
- Marcelle Roussillon (Jane)
- George S. Stevens